# ایبروتینیب
ایبروتینیب (به انگلیسی: Ibrutinib) یک ترکیب شیمیایی با شناسه پاب‌کم ۲۴۸۲۱۰۹۴ است. 